# Antiochos von Aigai
Antiochos von Aigai (altgriechisch Ἀντίοχος, römischer Name: Publius Anteius Antiochus) war ein gegen Ende des 2. Jahrhunderts und zu Beginn des 3. Jahrhunderts n. Chr. lebender griechischer Sophist. 

## Leben
Antiochos stammte aus Aigai in Kilikien und gehörte einem vornehmen und begüterten Geschlecht an, aus dem später einige römische Konsuln hervorgingen. In seiner Jugend war er Schüler des Assyrers Dardanos und später des Dionysios von Milet. Er war öffentlichen Auftritten abgeneigt und beteiligte sich nicht an den politischen Angelegenheiten seiner Vaterstadt. Deshalb der Feigheit bezichtigt, rechtfertigte er seine Zurückhaltung in der Politik mit seiner jähzornigen Veranlagung, die ihn daran hindere, sich zu beherrschen. Sein bedeutendes, durch die Großzügigkeit der Kaiser Septimius Severus und Caracalla noch vermehrtes Vermögen verwendete er jedoch für wohltätige Gaben für seine Mitbürger. Wenn etwa Reparaturen bei öffentlichen Gebäuden anstanden, streckte er die dafür nötigen Finanzmittel vor. Häufig soll er die Nächte im Tempel des Gottes der Heilkunst, Asklepios, verbracht haben, teils wegen der Kommunikation mit dem Gott in seinen Träumen, teils um mit anderen Personen zu sprechen, die sich aus dem gleichen Grund nachts dort aufhielten, aber nicht schlafen konnten.
Eventuell ist Antiochos von Aigai mit einem gleichnamigen, von Cassius Dio erwähnten Philosophen identisch, der sich als Kyniker ausgab. Während Caracallas Krieg gegen die Parther leistete er dem römischen Heer durch seine kynische Lebensweise wertvolle Dienste. Als sich etwa die Soldaten über die große Kälte beklagten, wälzte er sich im Schnee und ermutigte die römischen Krieger durch sein beispielhaftes Verhalten. Später lief er aber mit Tiridates zu den Parthern über. In einem erhaltenen Dekret des Demos und der Bule von Argos wird Antiochos von Aigai als Publius Anteius Antiochus bezeichnet und ihm verliehene Ehren wegen seiner Bemühungen um die Verbesserung der Beziehungen zwischen Argos und seiner Heimatstadt Aigai erwähnt.
Antiochos war auch ein bedeutender Rhetoriker, der aus dem Stegreif zu sprechen pflegte. Seine Deklamationen über fingierte Rechtsfälle sollen sehr gewandt gewesen sein. Der Stil seiner juristischen Deklamationen war laut Philostratos sophistischer geprägt als bei solchen Reden sonst üblich. Besonders begabt war er in der Beschreibung von Leidenschaften. Im Allgemeinen war der Stil seiner Deklamationen – die großen Gedankenreichtum aufgewiesen haben sollen – knapp und präzis. Durch Philostratos sind einige Gegenstände von Antiochos’ Reden sowie Beispiele seiner Redekunst überliefert. Beispiele seines scharfen Witzes sind etwa die Äußerungen über seine Zeitgenossen Hermogenes und Alexander Peloplaton. Philostratos erwähnt auch ein durch eleganten Stil ausgezeichnetes Werk des Antiochos über Geschichte, ohne dessen Thema näher zu spezifizieren. Ein als Agora tituliertes Werk des Antiochos wird von Phrynichos zitiert.